# Spaghettiwestern
En spaghettiwestern er en undergenre af westernfilm, der er produceret i Italien. Genren opstod i midten af 1960'erne i kølvandet på Sergio Leones filmstil og internationale succes'er. Begrebet blev benyttet af udenlandske kritikere, da de fleste af disse westernfilm var produceret og instrueret af italienere.

## Optakten
Allerede i de tidlige 1960'ere forsøgte europæiske instruktører sig med westerngenren efter at produktionen i USA var gået ned, men det var ikke altid lige vellykket. Meget var spanske Zorro-film på lavt budget og genindspilninger af amerikanske B-westerns. Fra Tyskland kom der en serie om Winnetou og Old Shatterhand, der havde en vis popularitet. De var baseret på den tyske emigrant Karl Mays fortællinger om Vesten og havde Lex Barker og Pierre Brice i hovedrollerne.

## Gennembruddet
Men først i 1964 satte En nævefuld dollars skub i tingene. Det var en film af den obskure italienske instruktør Sergio Leone med TV-skuespilleren fra serien Rawhide Clint Eastwood, kameramanden Massimom Dallamano og meget særpræget musik af komponisten Ennio Morricone. Den omplantede Akira Kurosawas Yojimbo til en westernby i det mexikanske-texanske grænseområde, og den faldt godt ind i tidsånden, hvor begrebet antihelt var ved at blive født. Den vakte opsigt for sin specielle billedstil, men også for sin kynisme og voldsomhed.

## Det videre forløb
Efterfølgeren Hævn for dollars kom året efter, endnu engang med Eastwood, denne gang i partnerskab med birolleskuespilleren fra USA Lee van Cleef, der i lighed med Eastwood blev hævet til stjernestatus. Svaghederne fra etteren var blevet pudset af i denne film og publikum elskede den, selvom kritikerne haglede den ned.

### Sergio Corbucci og hans Django-helt
Nu tog produktionen fart i Italien, og den ene western efter den anden blev sendt ud på markedet. Mange af dem var masseproducerede og ikke stort andet end billige forsøg på at score kassen via bølgen af europæiske westerns, som Leone havde sat i gang, men så kom der dog gode ting ind imellem.
Sergio Corbucci – kaldet "Den anden Sergio" – skabte den første film om Django i 1966 (Django, Vestens hævner), der gav voldsomheden fra Leones film en ekstra tand, hvilket medførte forbud i en del lande og flere lande, hvor den fik premiere, var det efter, at censuren havde foretaget nogle klip. Den er udpræget dyster i sin stemning og gjorde hævnen til et hovedmotiv i spaghettiwesternfilmene, et motiv som Hævn for Dollars havde med som en kraftig antydning, selv om den danske titel betoner det. I dag har den kultstatus blandt nogle, der regner den for en af de bedste ikke-Leone spaghettiwesterns. Corbucci lavede flere film, heriblandt en nr. 2 om Django. De var ofte med Franco Nero fra den første Djangofilm i hovedrollen. Dysterheden, voldsomheden og kynismen er store i hans film, men de er drejet med en dygtighed i filmmediet, der gør dem værd at se.
Django kom til at indgå i titlerne på en lang række film, også selv om der ikke var en eneste person i dem, der bar det navn, noget som også var tiifældet med en anden karakter, Ringo, fra Giv Ringo pistolen med Montgomery Wood. Ringo er indbegrebet af en antihelt: selvtilstrækkelig, kynisk. Når han går med til at hjælpe mennesker i nød, så er den personlige vinding klart hovedsagen for ham. Men filmene med ham har ofte en slutpointe, hvor han så alligevel ofrer noget for at redde andre.

### Politik holder sit indtog
Også i 1966 holder politiske budskaber, ofte af venstredrejet karakter, deres indtog i genren med Sergio Sulliunas Det store opgør. Den handlede om en mexicansk bondes oprør mod magthaverne, og den fik snart flere efterfølgere af Sulliana selv og Damiano Damianis A Bullet for the General (1966) og Giulio Petronis Tepepa (1967). Corbucci lavede nogle film, der foregik under den mexikanske revolution, og muligvis har denne politiske bølge i bølgen inspireret Leone til hans næste film, Den gode, den onde og den grusomme (1966), der foregår under den amerikanske borgerkrig med helt klare hentydninger til krigens meningsløshed. Det blev den sidste i trilogien med Eastwood, og efterfølgeren Vestens hårde halse (1968) er en klar politisk fortælling om mennesker, der tromles ned af fremskridtet. I denne film gennemspiller han også hævnmotivet til det yderste. Den næste Duk dig, fjols foregår under den mexikanske revolution og har en speciel form for ironi.

## 1970'erne
I 1970'erne var det som om genren var ved at stagnere, og dem der holdt fast ved den oprindelige rå stil blev da også mere effektjagende og næsten usmagelige i deres voldsscener. Man forsøgte nu at lave komedier ud af westerngenren, og især filmene med Terence Hill og Bud Spencer som lystige slagsbrødre fik succes. Disse film var – i lighed med deres efterlignere – kendetegnet ved en nærmest fjantet humor og minutlange slagsmål, der var så overdrevne, at de var mere komiske end brutale. Det blev for den nyopvoksede generation i dette årti hvad man forstod ved en spaghettiwestern. Sidst i årtiet døde genren lige så stille ud. Den kommer tilbage i små dryp, men må ellers siges at være et overstået kapitel i filmhistorien.